# María de Fátima Geraldes
María de Fátima Geraldes Siragusa (* 7. Mai 1953) ist eine dominikanische Pianistin.

## Leben
Geraldes hatten ihren ersten Klavierunterricht bei ihrer Mutter, der Pianistin Mary Siragusa. Sie studierte dann am Konservatorium bei Manuel Rueda. Ab 1973 nahm sie Unterricht an der Escuela de Bellas Artes in Florenz. Bis 1979 studierte sie an der Musikakademie und am Konservatorium in Wien Klavier und Liedbegleitung.
Als Pianistin debütierte Geraldes 1971 in der Biblioteca Nacional in Santo Domingo. Mit dem Orquesta Sinfónica Nacional führte sie Werke von Beethoven, Mendelssohn Bartholdy, Ravel und Rachmaninow auf. Mit den Cantantes Líricos de Bellas Artes führte sie Klavierbearbeitungen von Haydns Die Schöpfung (1983) und Beethovens Fidelio (1985) auf.
Seit 1988 vertrat sie gemeinsam mit der Sopranistin Ivonne Haza die Dominikanische Republik als Kulturbotschafterin. 1995 nahm sie ihre erste CD, u. a. mit Kompositionen Bullumba Landestoys, auf, eine weitere CD mit Werken Julio Alberto Hernández’ erschien zwei Jahre später. Geraldes unterrichtet Klavierbegleitung und Kammermusik am Conservatorio Nacional de Música und ist Pianistin beim Ballet Clásico Nacional de la República Dominicana.

## Quelle
- El Tren de Yaguaramas - Maria del Fatima Geraldes

| Personendaten    | Personendaten                      |
| ---------------- | ---------------------------------- |
| NAME             | Geraldes, María de Fátima          |
| ALTERNATIVNAMEN  | Geraldes Siragusa, María de Fátima |
| KURZBESCHREIBUNG | dominikanische Pianistin           |
| GEBURTSDATUM     | 7. Mai 1953                        |